# Kjersti Anfinnsen
Kjersti Anfinnsen (geboren 16. Dezember 1975 in Oslo) ist eine norwegische Schriftstellerin.

## Leben
Kjersti Anfinnsen studierte Zahnmedizin und arbeitet in Oslo in dem Beruf. Sie studierte außerdem Kreatives Schreiben in Tromsø und Bergen und veröffentlichte 2012 ihr literarisches Debüt. Ihr Roman De siste kjærtegn erhielt 2019 den nord-norwegischen Havmannpreis und der Roman Øyeblikk for evigheten war 2022 für den Literaturpreis der Europäischen Union nominiert. 
Anfinnsens Familie hat kvenische Wurzeln, und sie setzt sich für diese nationale Minderheit ein. Sie wurde 2022 als „Kven des Jahres“ ausgezeichnet. 

## Werke
- Det var grønt. 2012
- De siste kjærtegn. 2019
- Øyeblikk for evigheten. 2021
- Øyeblikk for evigheten/De siste kjærtegn. 2024
  - Letzte zärtliche Augenblicke. Übersetzung Sabine Richter. Septime Verlag, 2025